# Trójkąt podżuchwowy

Trójkąt podżuchwowy

Trójkąt podżuchwowy (łac. trigonum submandibulare) – jeden z  trójkątów szyi u człowieka, obustronnie leżący w górnej partii trójkąta przedniego szyi. Ograniczony przez oba brzuśce mięśnia dwubrzuścowego i dolny brzeg żuchwy. W jego obrębie wyróżnić można trójkąt tętnicy językowej.

## Ograniczenia
- górne: żuchwa (mandibula),
- boczne: brzusiec tylny mięśnia dwubrzuścowego (venter post. musculi digastrici),
- przyśrodkowe: brzusiec przedni mięśnia dwubrzuścowego (venter ant. musculi digastrici)[1].

Dno trójkąta z przodu tworzy mięsień żuchwowo-gnykowy, w tylnej części zaś mięsień gnykowo-językowy.

## Zawartość
- nerw językowy,
- nerw podjęzykowy (część końcowa),
- nerw żuchwowo-gnykowy,
- tętnica podbródkowa (i towarzyszące żyły),
- tętnica twarzowa,
- żyła twarzowa,
- ślinianka podżuchwowa objęta blaszką powierzchowną powięzi szyi,
- węzły chłonne podżuchwowe[1].